# Kiltimagh
Kiltimagh (irisch Coillte Mách) ist eine Ortschaft in der Grafschaft Mayo im Westen Irlands.
Der mit seinen bunt angestrichenen Häusern malerisch wirkende Ort liegt auf einer Höhe von 68 m über dem Meeresspiegel und hatte im Jahr 2022 1232 Einwohner.

## Ortsname
Kiltimagh wird oft mit der Herkunft der in Irland gebräuchliche Bezeichnung "culchie" für einen Hinterwäldler (auch country bumkin = "Landkürbis" genannt) in Zusammenhang gebracht. Ein "culchie" (ausgesprochen etwa "Käölltschie") soll demnach von dem irischen Wort "coillte" herstammen, welches ähnlich ausgesprochen wird und wörtlich mit "Wälder" übersetzt wird. Da der irische Name von Kiltimagh nun Coillte Mách lautet (was "Wälder des Mách" in etwa heißt), wurde die Vermutung angestellt, dass die Bezeichnung von diesem Ort in Mayo stamme. Allerdings gibt es bislang dafür keine weiteren Belege. Da der Genitiv Plural "von den Wäldern" im Irischen allgemeinen mit "na gcoillte" (ausgesprochen etwa "na gäölltse") übersetzt wird, kann die heutige englische Bezeichnung so auch unabhängig von Kiltimagh entstanden sein.

## Sehenswürdigkeiten

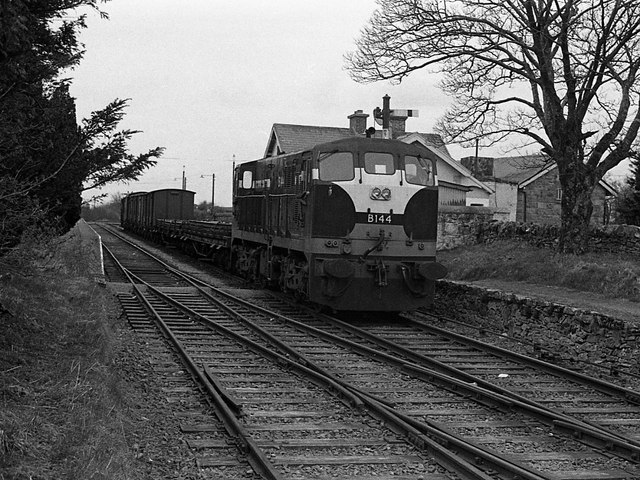
Güterzug im Bahnhof (1975)

Der 1963 für den Personenverkehr und 1975 für den Güterverkehr geschlossene Bahnhof von Kiltimagh wurde in den 1980er Jahren zu einem Museum umgebaut, welches heute die Heimatgeschichte und die lokale Kultur präsentiert.

## Veranstaltungen
Jedes Jahr findet um den St. Patricksfeiertag ein sieben Tage währendes Festival mit vielen Veranstaltungen statt, das Besucher von Nah und Fern anzieht.

## Persönlichkeiten
Aus Kiltimagh stammte der blinde irischsprachige Dichter Antoine Ó Raifteiri (englisch Anthony Raftery 1784–1835). Er wird häufig als der letzte irische Wanderbarde bezeichnet. Ein Festival (Féile Raiftéirí) zu seinen Ehren findet jedes Jahr in Loughrea, Co. Galway am letzten Wochenende im März statt. Raftery verbrachte einen Großteil seiner späteren Jahre in Bauernschaften in der Nähe dieses Ortes.
Mary Davis (geb. Rooney), ausgebildete Sportlehrerin und zentrale Figur in der Organisation der erfolgreich verlaufenen Special Olympics World Summer Games in Dublin im Jahr 2003 wurde in Kiltimagh geboren. Sie trat als Kandidatin zur  irischen Präsidentschaftswahl im Oktober 2011 an, erhielt aber lediglich 2,7 % der Stimmen.

## Nachweise
1. 1 2  Census 2022. citypopulation.de, abgerufen am 28. Juli 2023.
2. ↑  Aussprache des Ortsnamens: hier (Seite nicht mehr abrufbar, festgestellt im April 2019. Suche in Webarchiven)  Info: Der Link wurde automatisch als defekt markiert. Bitte prüfe den Link gemäß Anleitung und entferne dann diesen Hinweis. (Zur Sichtbarmachung der Aussprachehilfe bitte die rotgelbe Ortsmarkierung anklicken.)
3. ↑  Kiltimagh Museum
4. ↑  Informationen zu Mary Davis (Memento des Originals vom 27. September 2011 im Internet Archive)  Info: Der Archivlink wurde automatisch eingesetzt und noch nicht geprüft. Bitte prüfe Original- und Archivlink gemäß Anleitung und entferne dann diesen Hinweis.